# Eros & Thanatos
Eros & Thanatos es el primer álbum de estudio de la banda de death metal francesa Manimal. Grabado en el estudio "Les Milans", Burdeos (Francia) en el mes de junio y lanzado el 30 de septiembre de 2004 por el sello discográfico Jerkov Musiques.
Manimal se formó en Toulouse en junio de 2003, y poco después grabó su primer demo (disponible en manimal.org). Con estas primeras canciones de su álbum debut de 2004, "Eros & Thanatos", la banda recibió buenas críticas de la comunidad del metal francés.

## Lista de canciones
| N.º | Título                                     | Duración |  |
| 1.  | «Take Me»                                  | 2:55     |  |
| 2.  | «Les Ailes»                                | 3:44     |  |
| 3.  | «Dead Meat» (con Joe Duplantier de Gojira) | 5:21     |  |
| 4.  | «Lu et Approuvé»                           | 4:17     |  |
| 5.  | «Break»                                    | 4:07     |  |
| 6.  | «Eros & Thanatos»                          | 3:47     |  |
| 7.  | «Talk»                                     | 4:02     |  |
| 8.  | «Né Pour Tuer»                             | 4:20     |  |
| 9.  | «Die Hard»                                 | 4:13     |  |
| 10. | «Je Te Saigne»                             | 3:00     |  |
| 11. | «The Dark Half»                            | 5:36     |  |

## Personal
- Julien Cassarino (Ju) – voz
- David Castel (Vidda) – guitarra
- Ludovic (Luddo) – guitarra
- Fabrice – bajo
- Brice Sansonetto – batería